# Jalen Reynolds
Jalen Dior Reynolds (Detroit, 30 dicembre 1992) è un cestista statunitense.

## Carriera
Dopo non essere stato scelto da nessuna franchigia al Draft NBA 2016 viene ingaggiato dall'U.S. Basket Recanati in Serie A2, dove risulta essere la colonna portante della squadra nonché uno dei migliori giocatori dell'intero campionato.
Il 23 gennaio 2017 viene ufficializzato il suo passaggio alla Pallacanestro Reggiana in Serie A.
Il 15 maggio 2018, finita la stagione regolare con la Reggiana, Reynolds firma fino alla fine della stagione ACB con il Barcellona.
Il 4 luglio 2018, Reynolds si accorda con lo Zenit San Pietroburgo per la stagione.

## Statistiche

### College
| Anno      | Squadra           | PG  | PT | MP   | TC%  | 3P%  | TL%  | RP  | AP  | PRP | SP  | PP  |
| --------- | ----------------- | --- | -- | ---- | ---- | ---- | ---- | --- | --- | --- | --- | --- |
| 2013-2014 | Xavier Musketeers | 31  | 3  | 12,9 | 53,3 | -    | 62,5 | 3,8 | 0,1 | 0,2 | 0,5 | 3,8 |
| 2014-2015 | Xavier Musketeers | 37  | 3  | 20,3 | 61,8 | 0,0  | 66,3 | 6,1 | 0,4 | 0,6 | 1,0 | 9,9 |
| 2015-2016 | Xavier Musketeers | 34  | 32 | 19,6 | 52,3 | 33,3 | 65,4 | 6,5 | 0,7 | 0,7 | 0,6 | 9,6 |
| Carriera  | Carriera          | 102 | 38 | 17,8 | 56,5 | 28,6 | 65,4 | 5,5 | 0,4 | 0,5 | 0,7 | 8,0 |

### Eurolega
| Anno      | Squadra          | PG | PT | MP   | TC%  | 3P%  | TL%  | RP  | AP  | PRP | SP  | PP   |
| --------- | ---------------- | -- | -- | ---- | ---- | ---- | ---- | --- | --- | --- | --- | ---- |
| 2019-2020 | Maccabi Tel Aviv | 12 | 0  | 14,0 | 54,9 | 0,0  | 63,2 | 5,2 | 0,8 | 0,5 | 0,3 | 5,7  |
| 2020-2021 | Bayern Monaco    | 39 | 5  | 21,1 | 59,6 | 50,0 | 87,2 | 5,8 | 1,1 | 1,1 | 0,5 | 13,6 |
| 2021-2022 | Maccabi Tel Aviv | 35 | 3  | 16,5 | 51,8 | 25,0 | 84,6 | 4,6 | 0,9 | 0,4 | 0,3 | 8,9  |
| Carriera  | Carriera         | 86 | 8  | 18,2 | 56,3 | 33,3 | 83,4 | 5,2 | 0,9 | 0,7 | 0,4 | 10,6 |

### Eurocup
| Anno      | Squadra              | PG | PT | MP   | TC%  | 3P%  | TL%  | RP  | AP  | PRP | SP  | PP   |
| --------- | -------------------- | -- | -- | ---- | ---- | ---- | ---- | --- | --- | --- | --- | ---- |
| 2017-2018 | Pall. Reggiana       | 21 | 16 | 23,1 | 57,3 | -    | 60,0 | 7,5 | 1,1 | 1,1 | 0,8 | 10,5 |
| 2018-2019 | Zenit S. Pietroburgo | 16 | 11 | 24,9 | 58,6 | 33,3 | 68,2 | 8,1 | 0,9 | 1,1 | 0,8 | 13,8 |
| Carriera  | Carriera             | 37 | 27 | 23,9 | 58,0 | 33,3 | 64,3 | 7,8 | 1,0 | 1,1 | 0,8 | 11,9 |

## Palmarès

### Squadra
- Coppa di Germania: 1

Bayern Monaco: 2020-2021
- Coppa di Lega israeliana: 1

Maccabi Tel Aviv: 2021
- VTB United League: 1

UNICS Kazan': 2022-2023

### Individuale
- VTB United League Sixth Man of the Year: 1

UNICS Kazan': 2022-2023